# 德化白瓷

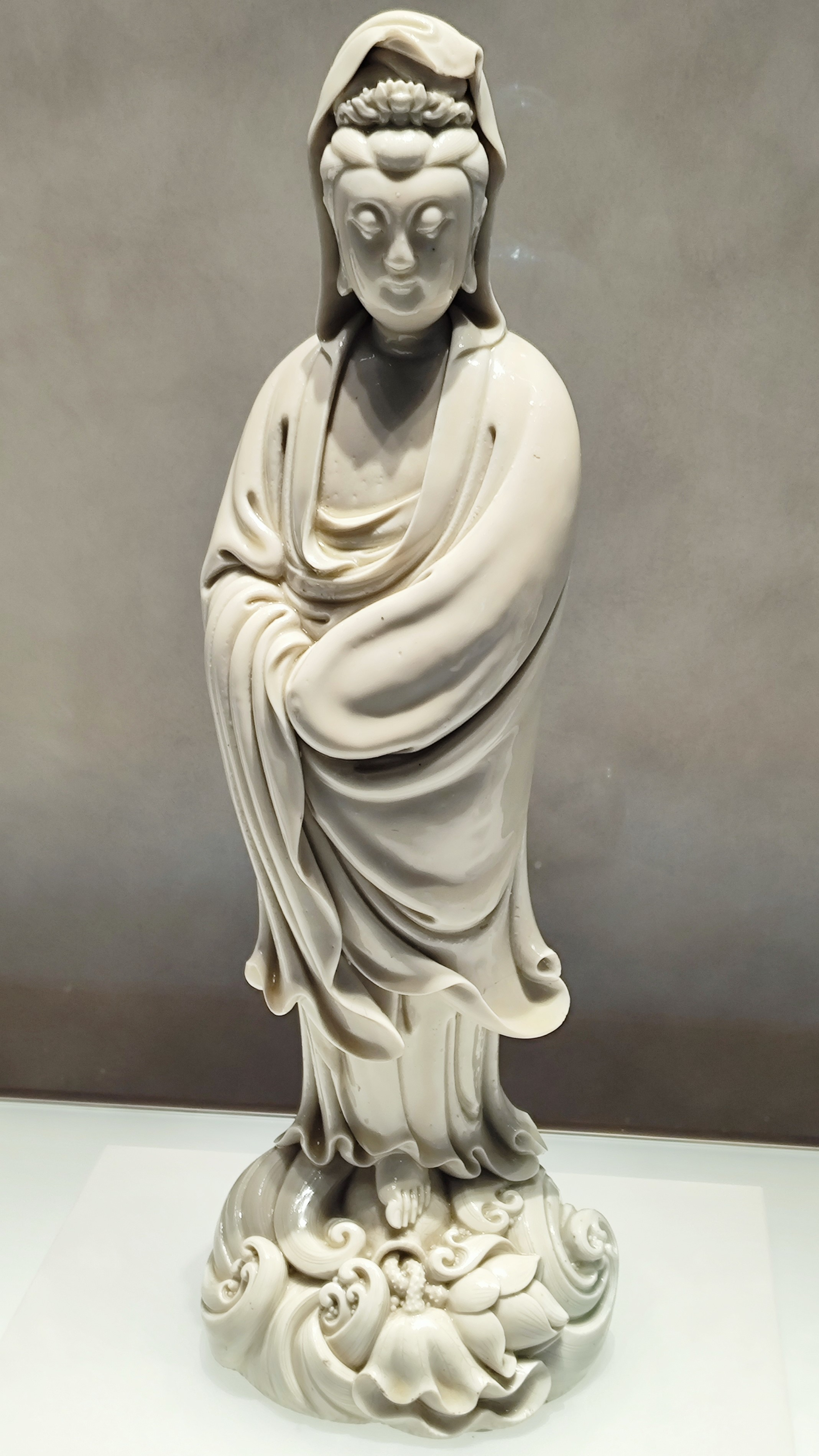
明代德化窑何朝宗款白釉观音立像(上海博物馆展品)

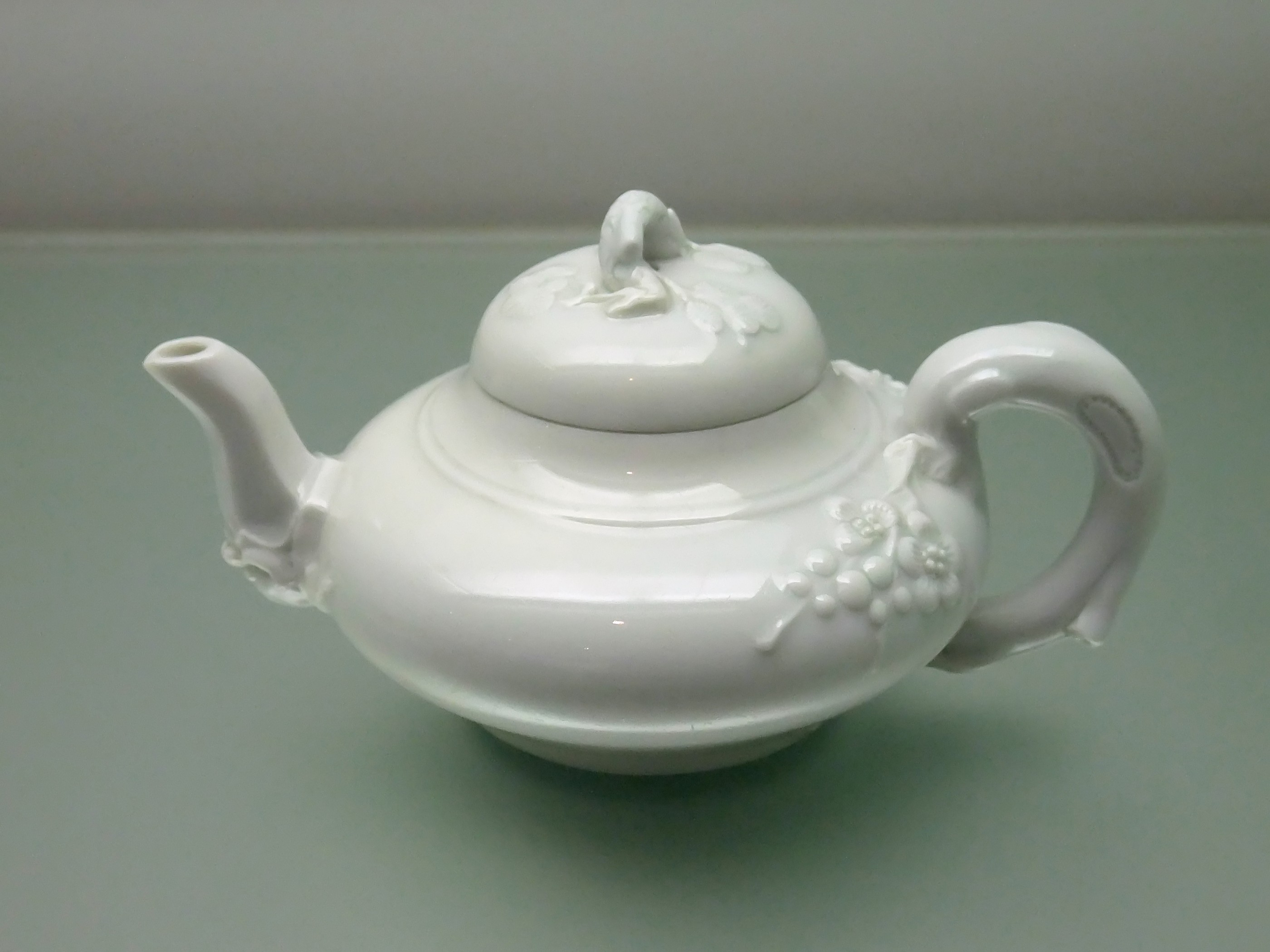
德化窑白釉浮雕梅花紋茶壺(17至18世紀)(香港藝術館展品)

德化白瓷为福建省德化县所产的瓷器，始于宋代，明代后得到很大发展，以白瓷塑佛像闻名。
德化白瓷的瓷质为乳白色，洁白晶莹，釉中隱現粉紅或乳白，稱為「牙白」。外銷歐洲更贏得「中國白」的美譽。产品一般以瓶、罐、杯、盘等日用瓷器为主，也有雕塑艺术的陈设瓷器，多用贴花、印花、堆花等作装饰，畅销海内外。人物雕塑的主題多為宗教人物，面相細緻，風格獨樹一幟。
2006年，德化瓷烧制技艺被列入第一批中国国家级非物质文化遗产名录。
德化白瓷为中国地理标志产品。